# Bernard Pourailly
Pour les articles homonymes, voir Pourailly.
Bernard Pourailly, né le 21 juin 1775 à Lées-Athas (Pyrénées-Atlantiques), mort le 30 juin 1828 à Paris, est un général français de la Révolution et de l’Empire.

## Biographie

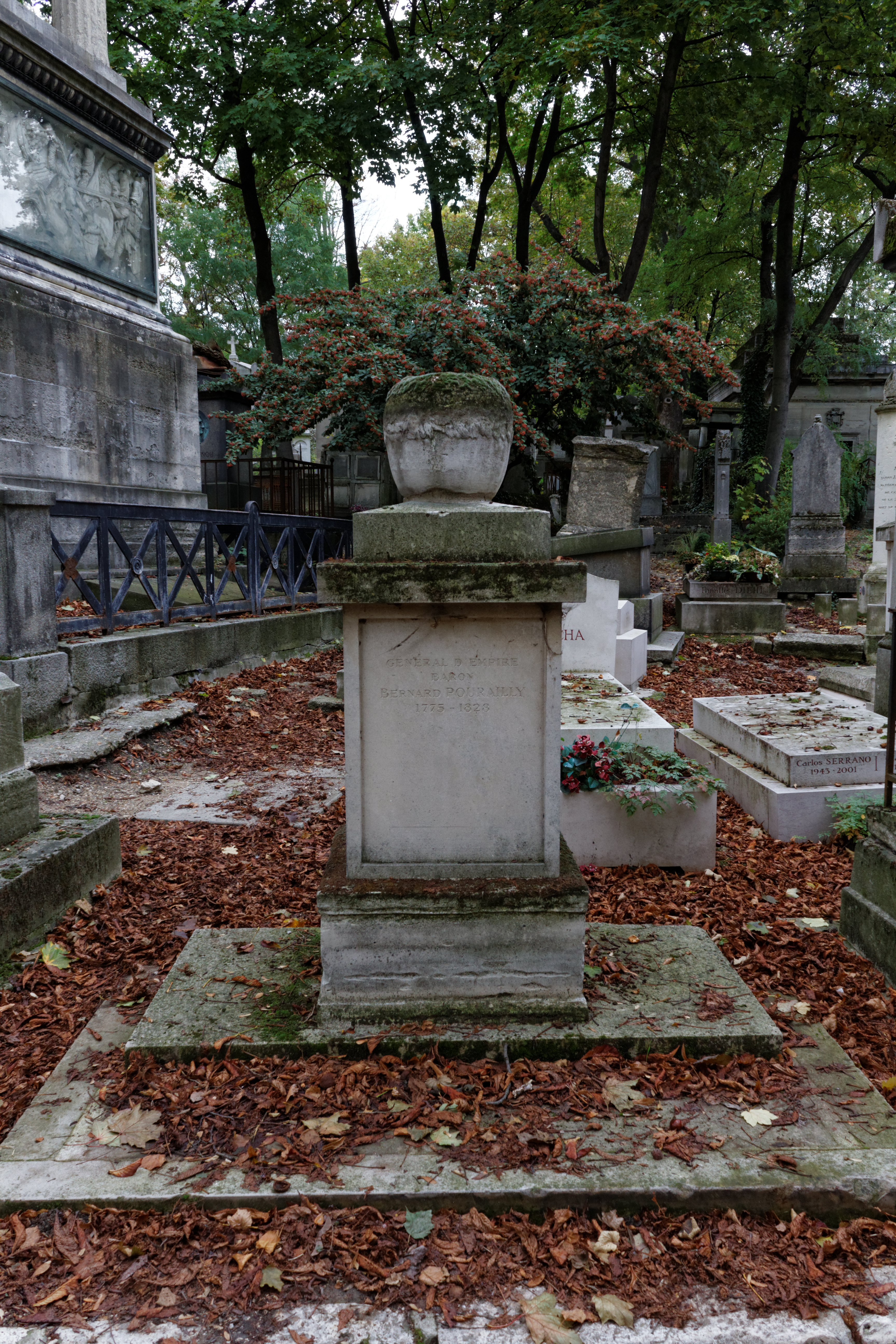
Tombe du général Pourailly au cimetière du Père-Lachaise

Il entre en service le 1er novembre 1792, comme soldat dans le 1er bataillon de volontaires des Basses-Pyrénées, il devient sous-lieutenant le 26 mars 1793, lieutenant le 8 novembre 1793 et capitaine le 17 octobre 1794. Il sert de 1793 à 1795 à l’armée des Pyrénées orientales, et il est blessé à la bataille du Boulou le 30 avril 1794. Il quitte l’armée en 1796, à la suite de l’annonce du décès de son frère à la bataille de Castiglione le 5 août 1796.
Il reprend du service à l’armée du Rhin le 5 mai 1800, comme capitaine à la suite de la 4e demi-brigade d’infanterie de ligne. Le 20 février 1801, il rejoint la Garde des consuls, et il est nommé chef de bataillon le 3 mars 1804. Il est fait officier de la Légion d’honneur le 14 juin 1804, et il passe colonel le 21 août 1805, au 24e régiment d’infanterie légère. Il fait les campagnes de 1805 à 1807, en Autriche en Prusse et en Pologne. Il est blessé à la bataille d’Eylau le 8 février 1807, et il est créé baron de l’Empire le 8 mai 1808.
En 1809, il participe à la campagne en Autriche, et il est blessé le 6 juillet 1809, à la Bataille de Wagram. Le 12 janvier 1810, il est remplacé à la tête de son régiment à la suite de la perte de la main gauche, et le 28 décembre 1810, il est affecté au 8e régiment d’infanterie légère.
De 1811 à 1813, il sert dans les Provinces illyriennes, et il est promu général de brigade le 6 août 1811. Le 17 janvier 1812, il devient commandant militaire de la Croatie, puis de Trieste en décembre 1812 et enfin de Karlstadt. Le 3 mars 1813, il rejoint le corps d’observation en Italie, qui devient en mai 1813, le 12e corps de la Grande Armée, et il est élevé au grade de commandeur de la Légion d’honneur le 22 juin 1813. Le 4 août 1813, il est autorisé à rentrer en France pour cause de maladie, et le 22 décembre il est affecté à l’armée de réserve des Pyrénées. Le 24 mars 1814, il est en réserve de la 2e division de l’armée des Pyrénées. Il est mis en non activité le 1er septembre 1814.
Pendant les Cent-Jours, il est chargé de l’organisation de la Garde nationale du département de Seine-et-Oise le 8 mai 1815, puis dans la division des Gardes nationales de Paris le 24 mai suivant, et le 20 juin il est affecté à la défense de Saint-Denis. En juillet 1815, il fait partie de la division du Général Ambert sur la Loire. Il est mis en non activité le 7 août 1815.
Le 30 décembre 1818, il est compris comme disponible dans le cadre de l'état-major général de l'armée, et il est admis à la retraite par ordonnance du 16 février 1825.
Il meurt le 30 juin 1828 à Paris et est enterré au cimetière du Père-Lachaise (division 28).

## Donataire
- le 17 mars 1804, donataire d'une rente de 4 000 francs sur le domaine de Westphalie.

## Armoiries
| Figure | Nom du baron et blasonnement |
| ------ | --- |
|        | Armes du baron Bernard Pourailly et de l'Empire, décret du 19 mars 1808, lettres patentes du 8 mai 1808, commandeur de la Légion d'honneur D'or à l'arche de pont de bois rompue de sable, appuyée à deux tertres de même, champagne d'azur. Figurant les eaux d'un fleuve; à dextre aux chefs tour de sable, à senestre quartier de baron sorti de l'armée - Livrées : les couleurs de l'écu. |

## Sources
- (en) « Generals Who Served in the French Army during the Period 1789 - 1814: Eberle to Exelmans »
- Thierry Pouliquen, « Les généraux français et étrangers ayant servis [sic] dans la Grande Armée » (consulté le 14 octobre 2014)
- « La noblesse d’Empire » (consulté le 14 octobre 2014)
- Arthur Chuquet, Ordres et apostilles de Napoléon (1799-1815), Paris, librairie ancienne Honoré Champion, 1911, p. 299
- Vicomte Révérend, Armorial du premier empire, tome 4, Paris, Honoré Champion, libraire, 1897, p. 77.
- (pl) « Napoléon.org.pl »
- Georges Six, Dictionnaire biographique des généraux & amiraux français de la Révolution et de l'Empire (1792-1814), Paris, Librairie G. Saffroy, 1934, 2 vol.